# Anawrahta

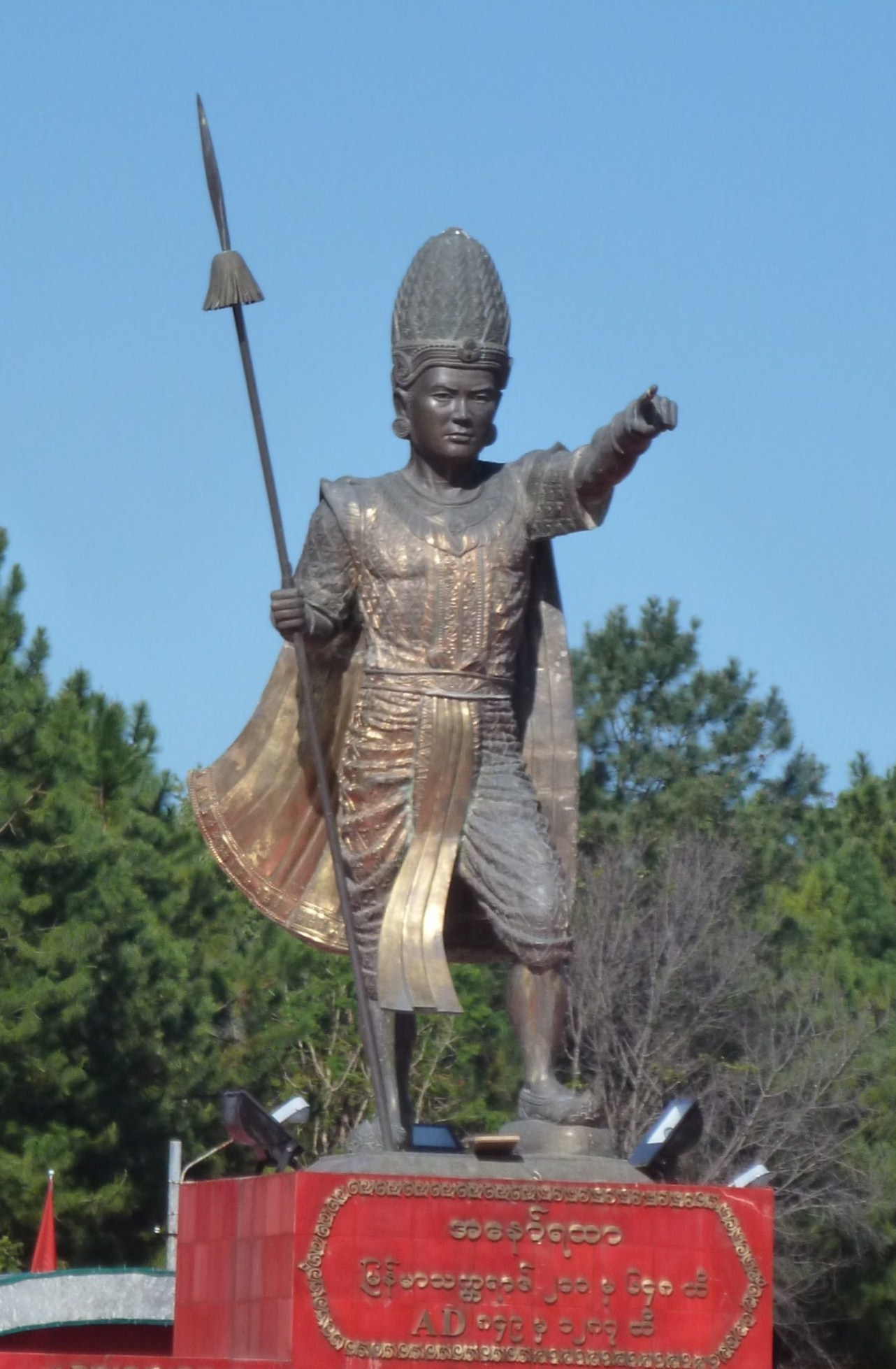
Statue von König Anawrahta vor der Militärakademie in Pyin U Lwin

König Anawrahta (auch Aniruddha, Anoarahta und Anoa-ra-hta-soa; Birmanisch အနော်ရထာ, IPA ənɔ̀ja̰tʰa) war zwischen 1044 und 1078 Herrscher von Bagan und vereinigte erstmals die verschiedenen Reiche auf dem heutigen Staatsgebiet von Birma.
Anawrahta war der Sohn von Kunhsaw Kyaunghpyu, der den Thron von Nyaung-u Sawrahan übernahm und wiederum durch dessen Söhne Kyiso und Sokka-te überwältigt wurde, die ihn zu einem Dasein als Mönch zwangen. Als Anawrahta herangewachsen war, forderte er den verbliebenen Bruder Sokka-te zu einem Kampf Mann-gegen-Mann heraus und schlug ihn. Anawrahta bot daraufhin seinem Vater die Herrscherwürde an, der sie aber ablehnte und sein Mönchsdasein weiterführte. So übernahm Anawrahta 1044 den Thron selbst.
Er machte eine Pilgerreise nach Ceylon, von der er nach Hause zurückkehrte, um sein Land vom Ari-Buddhismus zum Theravada-Buddhismus umzuwandeln. Um dieses Ziel zu erreichen, ernannte er den berühmten Mönch Arahan von Thaton als Verantwortlichen. 1057 drang Anawrahta in Thaton unter dem Vorwand ein, dass es Bagan die Ausleihe des Pali-Kanons verweigert hatte. Er kehrte mit dem Mon-König Manutha als Geisel nach Bagan zurück. Zwischen 1057 und 1059 ging Anawrahta mit seinen Truppen nach Nánzhāo, um Reliquien Buddhas (einen Zahn Buddhas) zu suchen. Nach seiner Rückkehr schworen die Shan-Häuptlinge Gefolgschaft und Anawrahta heiratete Sao Monhla, Prinzessin von Moguang, das unter einem Shan-Häuptling stand. 1071 erhielt Anawrahta das vollständige Tipitaka aus Sri Lanka. Buddhisten aus der Dai-Region im südlichen Yunnan und Laos, Thailand und Indien, wo der Buddhismus seinerzeit unterdrückt worden war, kamen nach Bagan zu Studien, als Anawrahta das birmanische Zentrum für den Buddhismus von Thaton in den Norden des Landes verlegte.
Anawrahta ist der Begründer der Lokananda- und der Shwezigon-Pagode in Bagan bzw. in Nyaung U. Innerhalb von zwei Jahrhunderten wurde der Theravada-Buddhismus in Birma fest etabliert und breitete sich später über weite Bereiche Südostasiens aus.
Anawrahta wurde mit Gewalt durch den General Kyanzittha, der angeblich in seine Braut, eine Prinzessin eines Mon-Reiches, verliebt gewesen war, von seinem Thron entfernt.
In Rangun erinnert die Anawrahta-Straße im Zentrum an den ehemaligen Herrscher von Bagan.